# Subic
Subic est une ville de 1re classe située dans le sud de la province de Zambales, aux Philippines. Au recensement de 2020, elle comptait 111 912 habitants.
C'est dans cette ville que les États-Unis établirent entre 1899 et 1992 une base militaire navale

## Barangays
San Narciso est divisée en 16 barangays.
- Aningway Sacatihan
- Asinan Poblacion
- Asinan Proper
- Baraca-Camachile
- Batiawan
- Calapacuan
- Calapandayan
- Cawag
- Ilwas
- Mangan-Vaca
- Matain
- Naugsol
- Pamatawan
- San Isidro
- Santo Tomas
- Wawandue

## Démographie
| Année | Habitants |
| ----- | --------- |
| 1903  | 3 955     |
| 1960  | 12 985    |
| 1970  | 22 266    |
| 1995  | 57 099    |
| 2000  | 63 019    |
| 2010  | 89 724    |
| 2020  | 111 912   |